# I Are Droid
I ARE DROID ist eine Rockband aus Schweden, die in Tokio, Japan gegründet wurde. Die Band besteht aus Peder Bergstrand (Gesang, E-Gitarre), Fredrik Okazaki Bergström (Schlagzeug), Jens Lagergren (E-Bass) und Konie Ehrenkrone (Synthesizer, E-Gitarre). I ARE DROID werden dem Genre der Rockmusik zugeordnet, wobei sie nach eigenen Angaben von Bands wie Queens of the Stone Age, Interpol und Band of Horses beeinflusst sind.

## Geschichte
Gegründet wurde die Band von den vier Schweden in Tokio, heute residiert sie in Stockholm.
Ihr Debütalbum I Are Debut veröffentlichte sie im Jahr 2008, das zweite Album Winter Ward, für Herbst 2012 geplant, erschien 2013.

## Diskografie
- I ARE DEBUT (2008; Razzia Records)
- The Winter Ward (2013; Razzia Records)